# Paul Johnson (Basketballspieler)
Paul Johnson (* 9. März 1983 in Philadelphia, Pennsylvania) ist ein US-amerikanischer Basketballspieler.
Der 1,98 m große und 99 kg schwere Small Forward spielte von 2002 bis 2006 in den USA für die Rider University. Anschließend wechselte er nach Deutschland zum TSV Quakenbrück. Seit der Saison 2007/08 steht er beim Bundesligisten Artland Dragons unter Vertrag.

## Erfolge in der BBL
Im Jahre 2008 wurde Johnson mit den Artland Dragons deutscher Pokalsieger.